# Diana Kajumowa
Diana Iłchamkyzy Kajumowa (kaz. Диана Илхамқызы Каюмова; ur. 14 marca 1999) – kazachska zapaśniczka walcząca w stylu wolnym. Zajęła dziewiąte miejsce na mistrzostwach świata w 2022 roku.
Brązowa medalistka mistrzostw Azji w 2024, czwarta w 2022 i 2023. 
Wicemistrzyni mistrzostw Azji U-23 w 2022 roku.